# Kỷ Đức công
Kỷ Đức công (chữ Hán: 杞德公; trị vì: 672 TCN-655 TCN), là vị vua thứ chín của nước Kỷ - chư hầu nhà Chu trong lịch sử Trung Quốc.
Ông là con Kỷ Cung công - vua thứ 8 nước Kỷ, họ Tự. Năm 673 TCN, Kỷ Cung công mất, ông lên nối ngôi vua.
Sử ký không nêu rõ các sự kiện lịch sử trong thời gian ông làm vua. Năm 655 TCN, ông mất, làm vua tất cả 18 năm. Con ông là Kỷ Thành công lên nối ngôi vua.